# Château Lagrézette
 (novembre 2024).
Le château de La Grézette ou château Lagrézette est un château français situé dans la commune de Caillac, dans le département du Lot, en région Occitanie.
Le château, son escalier, la salle à manger, la chapelle et les cheminées sculptées des grandes salles du premier et du second étage ainsi que le pigeonnier font l'objet d'un classement au titre des Monuments historiques depuis le 21 octobre 1982.

## Historique
XVIe au XVIIIe siècle
Le château Lagrézette a été bâti au XVIe siècle par Pierre de Massault dont le frère, Gilibert, était archidiacre de Cahors. 
C'est leur père, Adhémar, qui avait souhaité la construction de ce château. Il avait souhaité voir construire le bâtiment sur « la petite grèze » (un éboulis de pierres consolidé) qui domine le Lot dans leur propriété. Son fils, Pierre de Massault, le fit construire en mémoire de son père et pour sa fille, Marguerite de Massault qui, dès les premiers plans, le baptisa La Grézette. À la mort de son père, Margueritte de Massault hérita du château. Elle épousa Pierre de Maffre de Camburat en 1503. Le château a été ensuite la propriété de nombreuses familles : entre autres les familles de Malegat, Lebrun, de Belcastel, de Malartic et d'Ambert.
XIXe et XXe siècles
Le général Jean-Jacques Ambert (1765-1851), général de division de la Révolution, en devint propriétaire par son mariage avec Sophie-Amable de Malartic.
Joachim Ambert, futur général de brigade, né au château de Lagrézette le 8 février 1804, fut inspecteur général de la gendarmerie, conseiller d'État sous le Second Empire, maire du 8e arrondissement de Paris, écrivain, biographe et historien.
Le château appartient ensuite à Jules Duverger, un négociant en gros de Cahors, organisateur d'un commerce avec l'Asie. Le château reste entre ses mains jusqu'aux années de la guerre de 1914-1918.
Le comte Jean-Roger Alexandre, dit Axel de Barde (descendant de la famille Leroy de Barde), est ensuite, jusqu'en 1934, le propriétaire du château. Celui-ci est alors revendu à madame Roux-Marcé, puis à la famille Chevalier dans les années 1939-1940.
En déclin depuis les années 30, le château, entouré de vignes, est découvert par Alain-Dominique Perrin en 1979. Ce dernier achète le domaine un an plus tard et se lance dans une restauration du château et de ses jardins qui durera douze ans.

## Le Château Lagrézette

### Le vignoble
Situé entre le 44e et 45e parallèle, le château Lagrézette est bâti à égale distance de l’océan Atlantique, de la mer Méditerranée et des Pyrénées. 
Le vignoble s’étend sur 60 hectares, sur un sol limoneux-argileux sur graves, et repose sur un socle de calcaire kimméridgien datant de plus de 150 millions d’années. Situé en deuxième et troisième terrasses, il jouit d’un climat à dominante continentale. Les hivers, frais et humides, et les étés, chauds et secs, constituent les conditions climatiques du cépage Malbec implanté sur place.

### Cépage et méthodes contemporaines
Le propriétaire, M. Alain-Dominique Perrin, fût salarié du joailler Cartier.

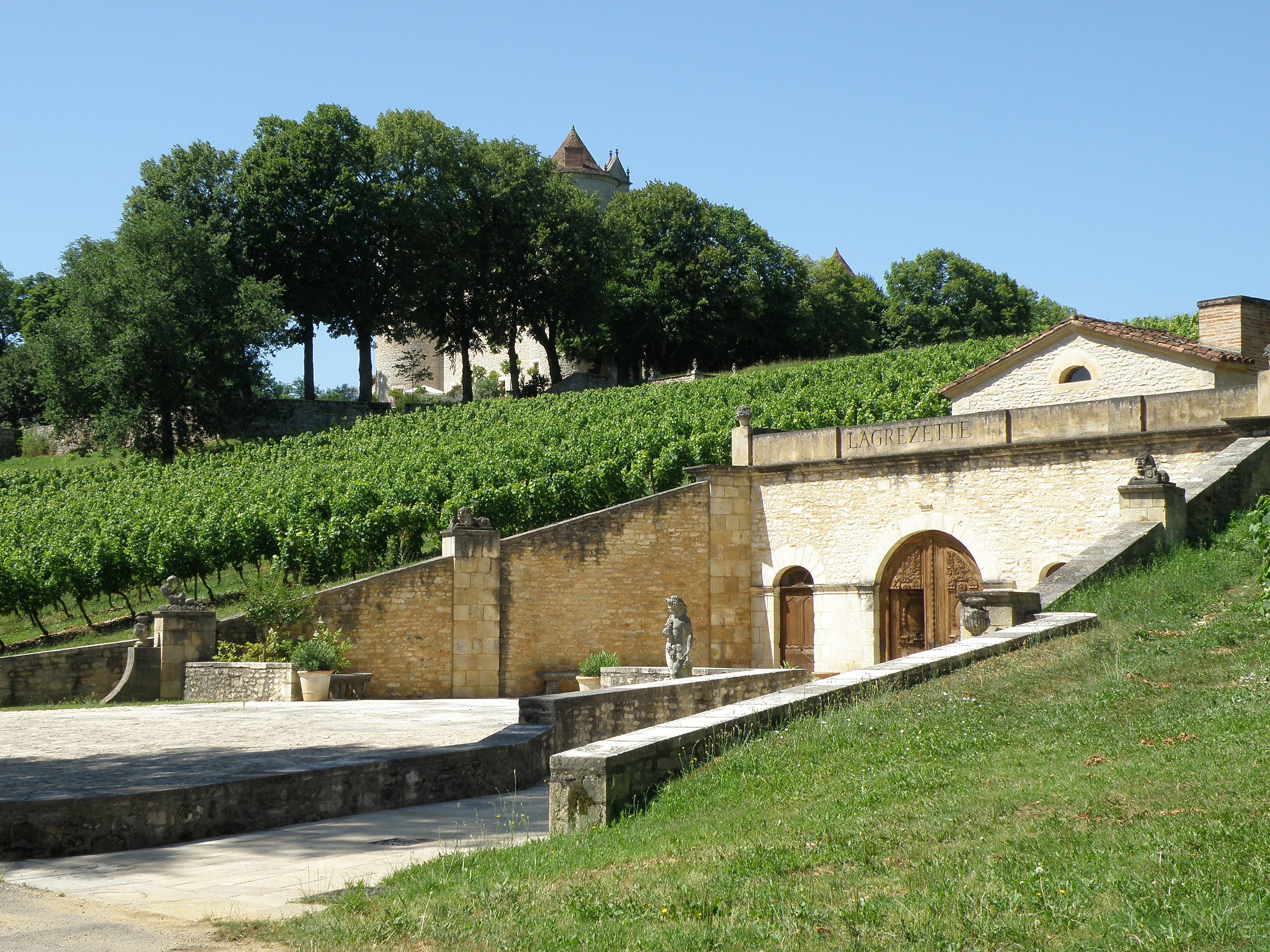

Il décide d'un programme de replantation du Malbec et fait alors appel à un œnologue consultant, Michel Rolland.
Par ailleurs, en 2011, il décide de la rénovation du chai souterrain, initialement construit en 1992. Ce chai dispose d'une conception sur trois niveaux, qui permet de travailler le raisin en utilisant le principe de gravité. Les grappes, récoltées à la main, arrivent sur les tables de tri, à l'étage le plus haut, avant d’être éraflées. Le raisin est ensuite amené à l’étage inférieur pour y être vinifié par parcelle. Puis vient la dernière étape, le chai à barriques, qui permet aux vins de vieillir.
Le cépage actuel est le Malbec. Originaire du Sud-Ouest de la France, où il portait le nom de côt, le Malbec a été connu dès le Moyen Âge. L’Angleterre en était folle et faisait rayonner le Malbec aux quatre coins du monde. C’est un ingénieur agronome français, Michel A. Pouget, qui, dépêché par le gouvernement argentin, exportera les premières vignes de Malbec dans ce pays d’Amérique du Sud.

## Les récompenses des vins
Les vins du Château Lagrézette ont reçu de nombreuses récompenses.
En 2005, le cru Le Pigeonnier a été classé dans les 100 meilleurs vins du monde par la revue spécialisée Wine Spectator.
En 2008, la cuvée Dame d'Honneur 2003 a été classée dans les 100 meilleurs vins du monde par la revue spécialisée Wine Enthusiast.
Les dernières notes (2014) attribuées par le guide Robert Parker :
- Le Pigeonnier 2011 se voit attribuer la note de 95/100
- Dame Honneur 2011 : 93/100
- Clos Marguerite 2011 : 93/100
- Le Pigeonnier Viognier 2012 : 92/100
- Château Lagrézette 2011 : 91/100
- Mas des Merveilles 2013 : 90/100
- Château Chevaliers 2011 : 90/100

## L'art contemporain
En 1984, en tant que fondateur de la Fondation Cartier pour l'art contemporain, Alain-Dominique Perrin et son épouse Mathé, ont reçu au château de Lagrézette de très nombreux artistes parmi lesquels le sculpteur César, les peintres Robert Combas, Di Rosa et Jean-Charles Blais qui ont décoré certaines pièces du château et d'autres. Ils sont venus à Cahors à l'occasion du « Printemps de la photo de Cahors », comme Herb Ritts, le musicien Elton John, ou encore Helmut Newton, Lou Reed, Richard Gere, Dennis Hopper, Wim Wenders et David Lynch.
En 2002, Tony Blair, à l'époque premier ministre du Royaume-Uni, séjourna au château.